# Warren (Indiana)
Warren – miasto w Stanach Zjednoczonych, w stanie Indiana, w hrabstwie Huntington.